# Sandra Laugier
Sandra Laugier (Parigi, 1961) è una filosofa francese specializzata in filosofia morale, filosofia politica, filosofia del linguaggio, filosofia dell'azione e filosofia della scienza.

## Biografia
Attualmente è professoressa di filosofia all'Université Paris 1 Panthéon-Sorbonne e membro senior dell'Institut Universitaire de France, dopo essere stata professoressa di filosofia all'Université de Picardie Jules Verne fino al 2010.
Sandra Laugier ha svolto i propri studi all'Ecole Normale Supérieure e a Harvard University. Dirige il Centro di filosofia contemporanea della Sorbona Archiviato il 30 giugno 2017 in Internet Archive. (UMR 8103 - Institut des sciences juridique et philosophique de la Sorbonne, Université Paris 1 Panthéon-Sorbonne/CNRS). Ha pubblicato numerose monografie, volumi collettivi ed articoli sulla filosofia del linguaggio ordinario (Ludwig Wittgenstein, John L. Austin), sulla filosofia morale (perfezionismo morale, etiche della cura), sulla filosofia americana (Stanley Cavell, Henry David Thoreau, Ralph Waldo Emerson), sugli studi di genere, sulla cultura popolare (serie TV), e più recentemente sulla democrazia e sulla disobbedienza civile.
Sandra Laugier è stata visiting researcher al Max Planck Institute (Berlino), distinguished visiting professor a Johns Hopkins University, visiting professor alla Pontifical University (Lima) e chaire invitée alle Facultés Saint-Louis (Bruxelles).

## Opere
In italiano
- "L'etica come attenzione al particolare", Iride 1/2008
- "La cura: l'etica come politica dell'ordinario", Iride 2/2010
- "L'etica di Amy. La cura come cambio di paradigma in etica", Iride 2/2011
- Perché disobbedire in democrazia?, traduzione di Dario Ferrari, Pisa, ETS Edizioni, 2014
- Etica e politica dell'ordinario, a cura di Daniele Lorenzini, Milano, LED Edizioni, 2015